# ハシブトガラス
ハシブトガラス（学名：Corvus macrorhynchos）はカラス科カラス属の鳥である。

## 形態
全体に黒色の鳥であるが、特に羽には紫色の金属光沢を持つ。雌雄同色で性別による差は出ない。全長57cm、大きさは翼長33-38cm、嘴峰（くちばしの長さ）60mm程度。
脚は4本の指のうち3本が前を向き、1本は後ろ向きに生える三前趾足と呼ばれるタイプある。この生え方はカラス類に限らず、スズメ目では多くの種に共通する。卵は長径40-55mm、短径29-33mmで重量は1個20g内外である。

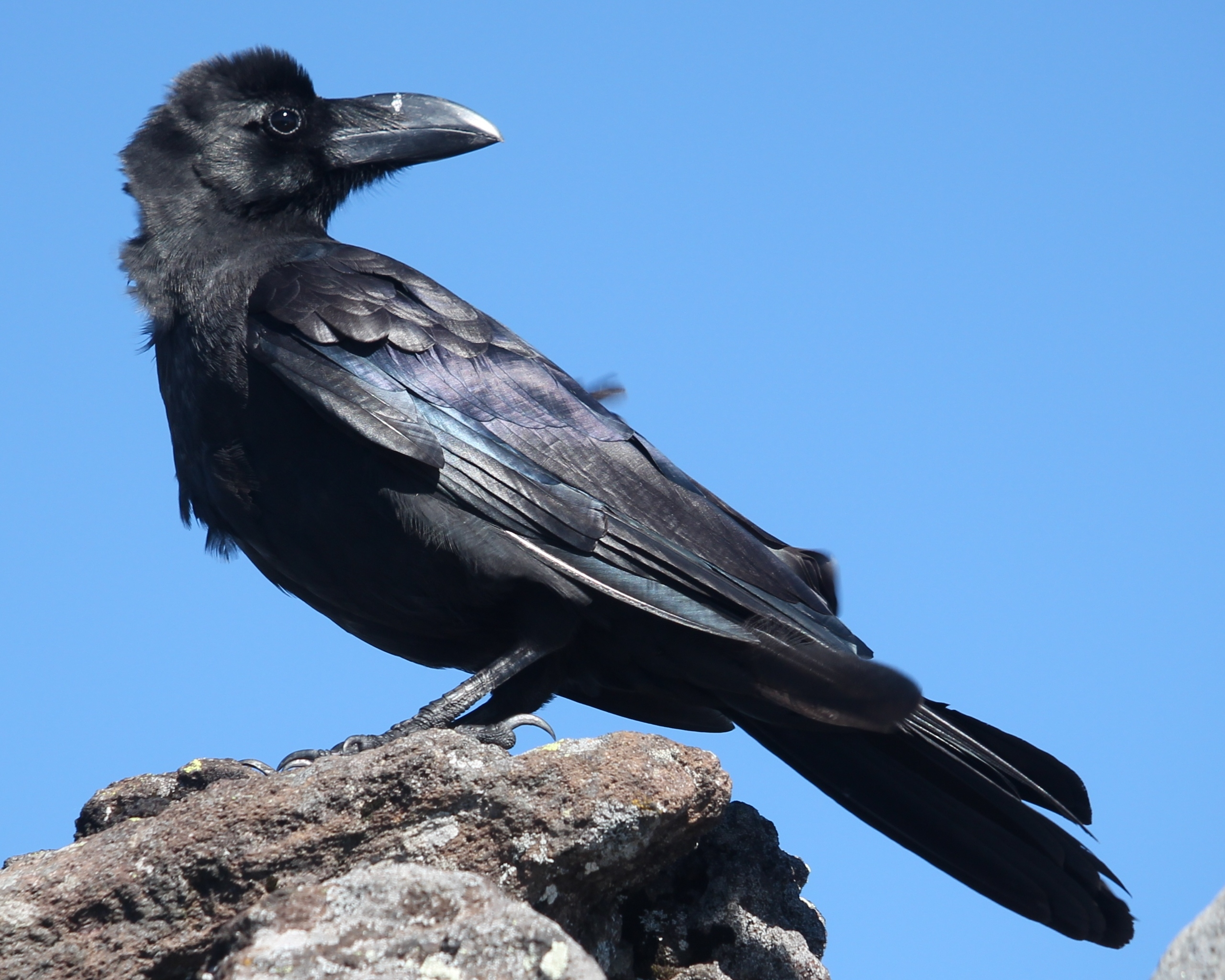
全体に黒色だが、羽部分に紫色の金属光沢が目立つ
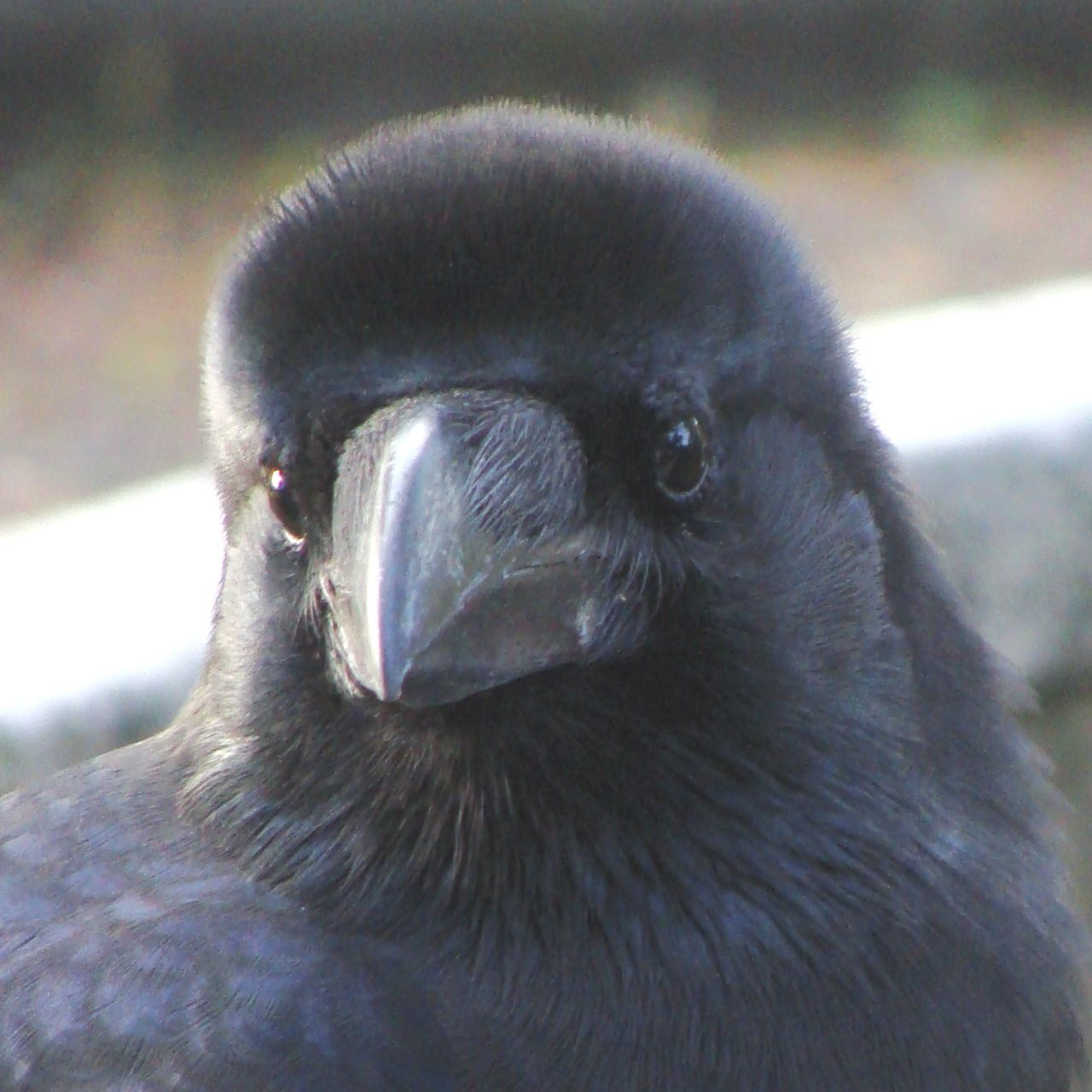
頭部は黒色
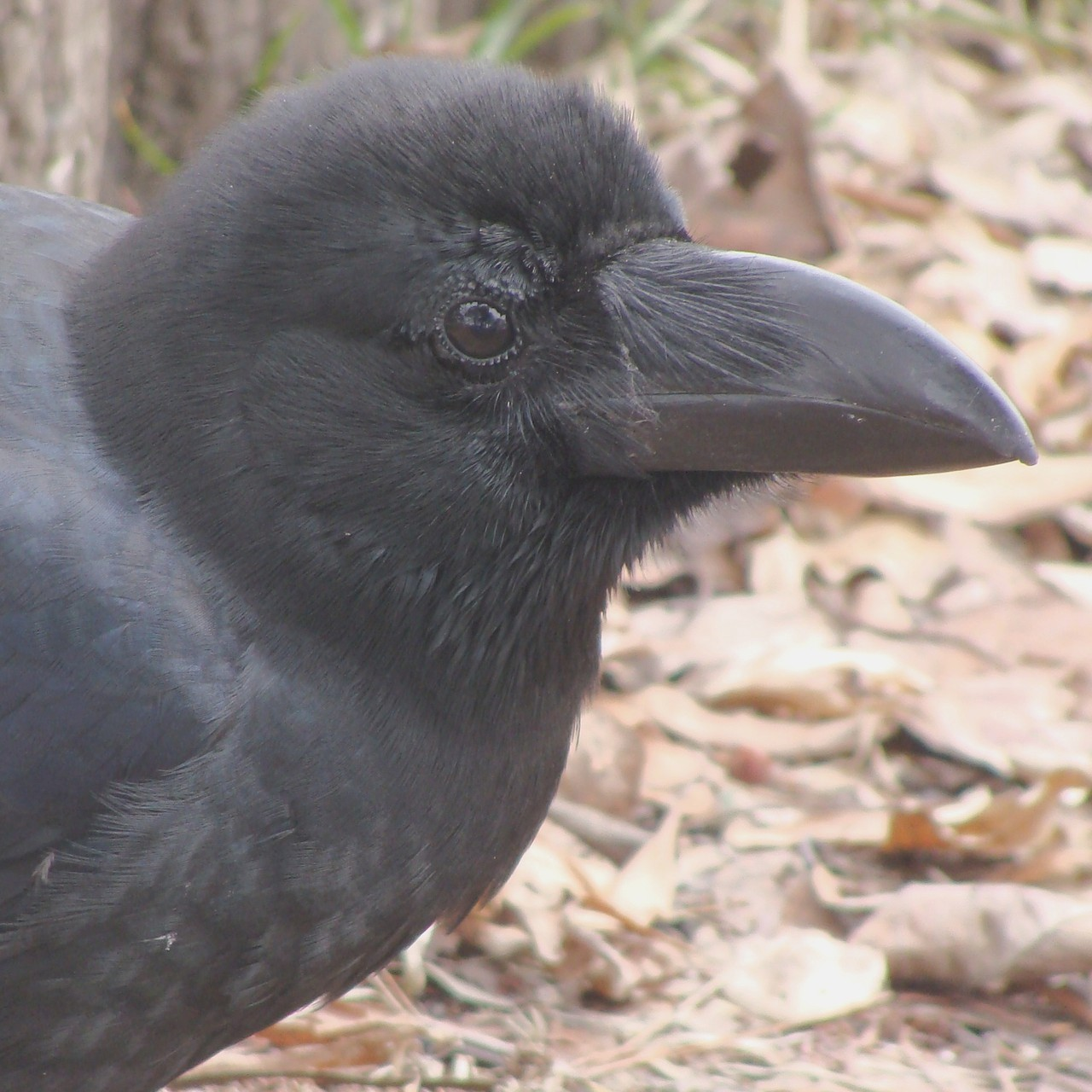
上の嘴が大きく、先端への曲がりも急である。
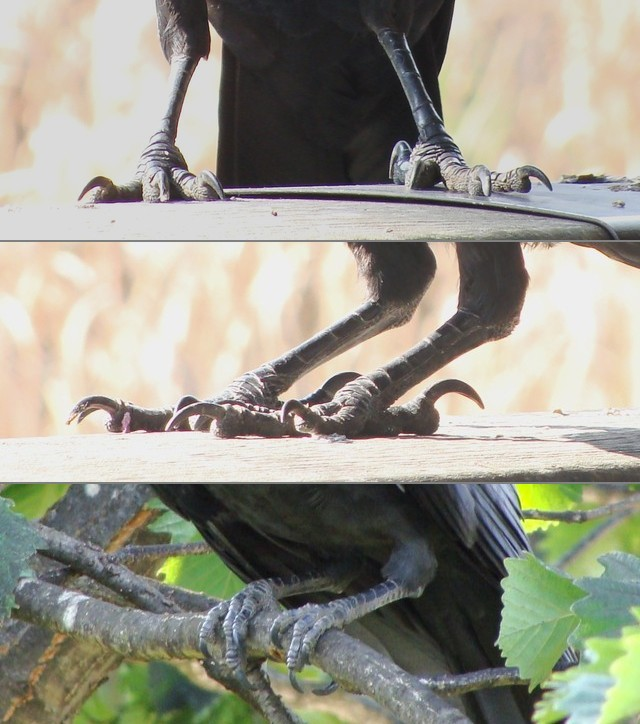
脚部。三前趾足である。
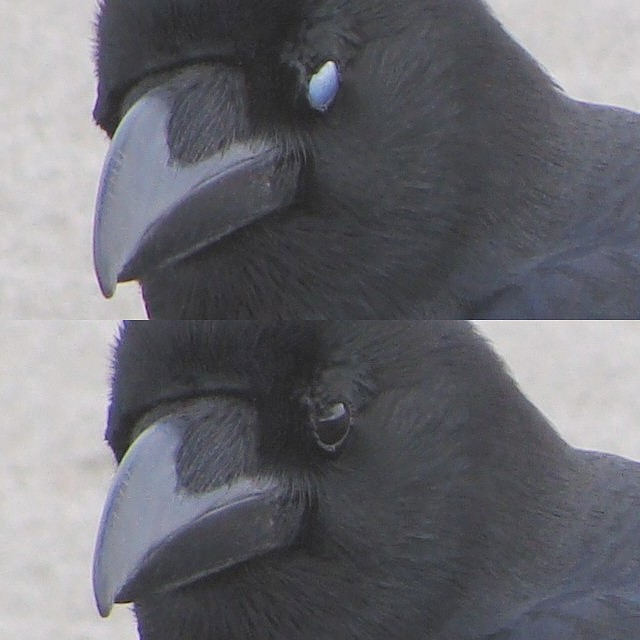
瞬膜
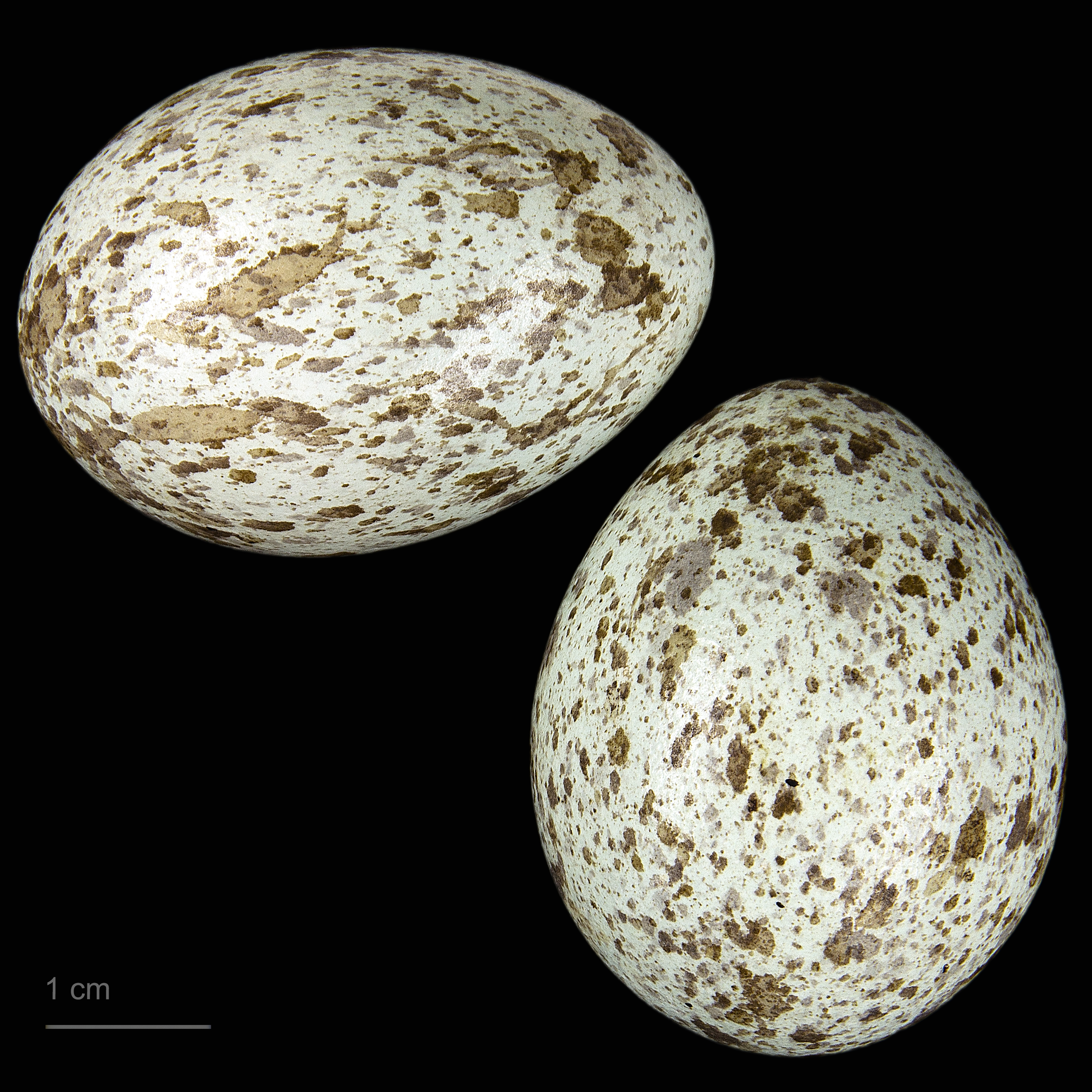
卵は白色でまだら模様が入る

### 類似種
ハシボソガラスは本種よりもやや小さく、嘴の曲がりが小さい、額（嘴の上）が出っ張っていないことなどで判別できる。南西諸島などに分布する種は本種よりも小さいものが多い。

## 生態
市街地から農村地帯までよく適応している種で、都市部でもよく観察される。ハシボソガラスと比較して都市部の環境により適応していると言われることもあるが、どちらのカラスが多いかは都市によって異なる。どのような要因で比率が決まるのかはよくわかっていない。同一環境においてはハシボソに比べてハシブトの方が飛行高度は高い傾向にあるという。
食性は雑食性で木の実から昆虫、鳥の卵や小動物、人間の残飯までさまざまなものを食べる。動物を狙う際には群れで狩りをする事例も報告されている。ハシブトはハシボソに比べ、肉食傾向が強いと言われる。鳥類は歯を持たずに餌を丸呑みするが、代わりに胃の強力な筋肉を使って食物をすりつぶす。一般的な傾向として、胃の筋肉は硬い植物種子をよく食べる鳥が強く、果実食や肉食の種ではそこまで強くないことが知られている。ハシボソとハシブトの胃の構造を比較すると、ハシボソの方が相対的に筋繊維が厚く植物食向きの構造だといい、ハシブトの肉食傾向は形態学的な面からも支持されている。胃のほか、嘴の強さ、舌の微細構造なども肉食種に近いという。
鳥類ではしばしば知られるが、カラスも消化できないものは糞として出すだけでなく、ペリットとして口から排出する。ペリットを分析することにより食性を推測することもできる。ハシブトは幾らかの貯食行動を行うとされる。神奈川県での観察では貯食場所は常緑針葉樹の樹冠部であった。
ハシボソとは鳴き声が異なる。ハシブトの方が全体的に低音であり、これは発声器官が全体的に大きいからだという。日本鳥類大図鑑増補改訂版(1978)ではハシボソの鳴き声はハシブトより濁っていると表現している。機械で録音する場合、ハシボソよりもハシブトの方が周囲の音に負けずに録音しやすい。
雌雄のつがいのほか、しばしば大規模な群れを作り行動する。鳴き声の他に毛づくろいなどの個体間のコミュニケーションが知られており、群れの中での優劣も観察されている。カラスのコミュニケーションについては伊澤（2017）の総説論文が詳しい。
繁殖期は晩春から初夏にかけてである。雌雄ともにこの時期に生殖腺が良く発達し、この傾向は成鳥だけでなく幼鳥でも見られるという。営巣場所は高木の樹上である。落葉樹よりも常緑樹を選ぶ傾向が強いという報告が多い。常緑であれば広葉樹と針葉樹間での差は見られなかった。木の枝などを用いた巣を作り、2〜5個の卵を産む。抱卵日数は約20日で、メスのみが抱卵する。雛への給餌は雌雄で行い、雛は孵化してから約1か月で巣立つ。その後約4か月程度は家族群で行動し、独立する。若鳥は約3年間群れで行動し、その間にペアになり、縄張りを構える。
換羽は初夏から秋にかけてで、開始および終了はハシボソより若干遅い。ストレスを受けると自然な換羽ではなく、自ら羽毛を引き抜く自傷行動がしばしばみられる。繊細な鳥であり、人間に捕獲されるなどの興奮時には心拍数が増大し、安静時の心拍数に戻るには90分もかかる。これはハシボソの50分に比べても長い。安静時の心拍数は毎分200回前後だという。
カラスの知能は一般の５〜７歳児と同程度であるという説も存在しており、実際にIQテストなどによる証明が行われている。知能の高さ故に「遊ぶ」という概念を持っており、木の枝にジャンプで届くかどうかのチャレンジを幾度となく繰り返すなど、捕食や採餌とは関係のない、つまり生存には直接の必要がない行動をとっている様子も確認されている。
夜間人が立ち入る事の無いよく茂った森に集団ねぐらをとる習性があり、冬期には特に多数が集まる。
頭のいいカラスは、雪を水の代わりに浴びる「雪浴び」や、アリを羽毛になすりつけたり、巣の上に伏せてアリにたからせる「蟻浴（アリの持つ蟻酸によって、ハジラミを退治している）」、銭湯の煙を浴びる「煙浴」、洗濯用洗剤などの粉洗剤を浴びる「薬浴」など、いろいろな入浴方法を実践している。
寿命は飼育下では約20年、野生下では約10年～20年とされる。

## 分布
ユーラシア大陸東部（東洋区、旧北区東部）に分布する。日本では留鳥として、小笠原諸島を除き全国で、低地から山地まで幅広く分布する。
本州中部における垂直分布の限界標高は概ね2,500m前後でないかと推定されており、1930年ごろの夏季を中心とした調査では幾つかの山塊のこの標高で数羽程度が確認されている。2000年代の調査ではハシボソと共に分布がやや拡大している。登山客が出す生ごみや地球温暖化の影響が言われれるが、詳しい要因はよくわかっていない。

## 人間との関係

### 都市の鳥
スズメ、ハト類、ツバメなどと並び都市近郊でもよく見られる鳥で、日本の都市部においては最も身近な鳥の一つである。なお、生態節の通りハシボソとどちらが優勢になるかは都市によって異なる。東京近郊などは本種が圧倒的に優勢だとされる。
ねぐらは大きな都市公園や神社仏閣に残る鎮守の森のような幾らかまとまった森林である。

### 獣害
悪食で人の食べ残した生ごみを群れであさる姿がよく観察される。袋を破いて中身を引っ張り出して食べるので、公衆衛生および景観的な面で嫌われる。被害増の背景には、ゴミ袋の色が影響しているのでないかという説があり、黒色から透明にすることによって中身が見えるようになったことが一因ではないかとする。
4色型色覚であるカラスの目の特性を逆手にとり、紫外線を遮断する特殊な顔料（企業秘密）を混ぜ、カラスには中身をわからなくした黄色いポリエチレンのゴミ袋を、大倉工業と三井化学が宇都宮大学農学部杉田昭栄教授の協力で開発した。コストは従来のゴミ袋よりも高いが、大分県臼杵市や東京都杉並区などで試験的に導入されている。
畜産用の濃厚飼料（トウモロコシやソルガムを主原料とする高栄養飼料）も食べに来る。畜産農家では養鶏場における鳥インフルエンザのほか、飼育鳥獣の感染症対策が課題である。ペリットの分析では、低確率であるがサルモネラの保菌者となっているカラスがいることが分かっており、養鶏以外のウシやブタにもリスクのある感染症がある。また、穀類や果物はよく食べる。
電力設備の絶縁用のシリコンオイルを食べた例もある。
ただし、都市の環境は必ずしも本種にとって最適ではないと見られ、都市部の個体は郊外に住むものよりも小さいことが多い。特に雌では顕著である。東京都心の公園での観察の結果、本種の死骸が最も増えるのは春であり、これは餌が少ないからではないかとみられる。
晩春から初夏にかけての繁殖期の親鳥は非常に神経質になり、営巣木に近づくものを執拗に攻撃し追い払う。時に人間がこの対象になることがある。

### 食用・狩猟
肉は食用にできる。昭和時代の岡山県の丘陵地帯では、他の野鳥と共にカラスを捕まえて食べることもあったという。カラスを捕まえる際はただ単にわなを仕掛けるだけでなく、罠の近くに囮の個体もおいておびき寄せた。ただし、不吉な鳥や畑に肥料としてまいた人糞を食べる不潔な鳥だとして食べない人も多かったという。
単に食うだけでなく、カラスを食べることで薬効があると信じられていた。江戸時代の『水谷禽譜』によれば、特にカラスの黒焼きはあらゆる病気に効くと言われたという。黒焼きを作るときは、カラスの腹を裂いて内臓の代わりに人参を詰め、塩を塗りこみ壺の中で焼いた。人参の代わりに紅花を詰めると金瘡（刃物での切り傷）に効くという。これらは朝鮮の薬膳料理のサムゲタンに似たようなものだったようである。
現在でも狩猟鳥獣46種の一つであり、「鳥獣の保護及び管理並びに狩猟の適正化に関する法律」（平成十四年法律第八十八号、通称：鳥獣保護法）に従い、狩猟免許を取得し都道府県の名簿に登載されれば、亜種も含めて冬季に決められた区域内と手法で狩猟ができる。狩猟鳥獣一覧を定めだ鳥獣保護法施行規則の第3条別表第二<では、本種の他にハシボソガラスとミヤマガラスがカラス科として狩猟鳥獣に指定されている。

### 種の保全状況
日本においては本種を絶滅危惧種等に指定している都道府県は無い。

### 象徴
本種が分布する東アジア地域には3本の脚を持つ三足烏伝説が広く伝わっており、しばしば太陽の神として描かれる。日本においても八咫烏が神武天皇の道案内を務めたという伝説がある。神の使者としても描かれるが、カラスを使いに出すとトラブルが発生し、失敗したという内容の伝説が各地でしばしば見られる。済州島に伝わる伝説には以下のようなものがある。神様が人間の寿命を書いた紙をカラスに持たせたが、カラスはこれを落としヘビが紙を食べてしまった。カラスは寿命の紙をトンビが盗んだと思い大喧嘩をした。結果、人間の寿命は不規則に長短が生まれ、ヘビは長寿の象徴となり、カラスとトンビは仲が悪いのだという。アイヌに伝わる伝説では、神はアイヌが飢えないように山と川に動物の骨を置くようにカラスに命じたが、カラスはこれを怠り神の怒りを買ったという。
アイヌの伝説に見られるように狩猟や農作物の豊凶の占いにカラスを使うということもアジア各地で見られる。餅を投げるものや早生晩生の各品種を並べて、カラスがどれを食べたかによってその年に植える品種を決めるなどした。日本ではこれを「オトグイ」（御烏喰）などと呼び、広島県の厳島神社のほか、東北地方に至るまで各地で見られる。

## 呼称
「カラス」はカケスなどと同じく「ス」で終わる鳥である。この「ス」は鳥を指しているのではないかと言われる。同じように言われる接尾語に「スズメ」、「カモメ」、「ツバメ」などの「メ」がある。前半の「カラ」は「黒い」という体色に由来する説、「カァカァ」という鳴き声に由来する説の2つが有力であり、研究者によっても見解が異なる。「やまがらす」「さとがらす」の名前は古くから文献に出てきており、このうち「やまがらす」が本種だったと見られている。「はしぶとがらす」は江戸時代の文献に確認できるとされ、実際に同時代の『大和本草』には「ハシブト」などの文字が確認できる。同時代の『水谷禽譜』では「ハシブトガラス」「ヤマガラス」「ミヤマカラス」は同一種であるとされている。
カラスの漢字表記は科+「烏」で「鳥」という字とよく似ていることで知られる。江戸時代までは『慈烏』という字もよく当てられており、文献などではしばしば目にする。これは雛から若鳥のうちは親に食べさせてもらっても、ある程度大きくなると逆に年老いた親に餌を与えるように見えるという生態的な点から、慈悲深い鳥だという意味で名付けられたと説明されることが多く、『水谷禽譜』や『大和本草』ではそのように説明している。ただし、実際には大きくなった若鳥は親鳥と見分けがつきにくく、親に餌を与えているように見えるというのは勘違いと言われることも多い。また、薬用節の通り薬としていろいろな利用が出来たことも幾らか影響があるとみられる。
大正時代に出版された『狩猟鳥類ノ方言』には多数の地方名が載っているが、系統としてはそれほど多くない。本種で特徴的なのが「クソガラス」「クソクイガラス」などの名前で西日本を中心に広く見られる。これは前述のように肥料として撒いた人糞を食べることから来ていると見られるが、山形県の「クソガラス」は肉に臭気があるからだという。分布地や生態に因んだ名前としてはほかに「地からす」、「ノガラス」、「ムラガラス」、「ヤマガラス」などがあり、古い名前と言われる「ヤマガラス」は大阪や沖縄で確認されている。形態的な命名としては「オオガラス」、「クチブト」などがある。変わった名前として神奈川県西部の「ベンケイ」がある。ハシボソガラスと区別せずカラス全般を指して「カラス」も広く見られ、これがなまった「ガラー」「ガラサー」（鹿児島県）、「イソ」（愛知県海部郡）、「ガアガ」（富山県）などもある。
種小名 macrorhynchos「大きな嘴」という意味で和名と同じである。和名の方が先であるとみられるが、種小名にどれほど影響したのかは分かっていない。。

## 日本国内で見られる亜種
ハシブトガラス
Corvus macrorhynchos japonensis  Bonaparte, 1850
北海道から九州にかけて分布する。
チョウセンハシブトガラス（朝鮮～）
Corvus macrorhynchos mandshuricus Bturlin, 1913
対馬付近に分布し、亜種ハシブトガラスよりやや小型。
リュウキュウハシブトガラス（琉球～）
Corvus macrorhynchos connectens Stresemann, 1916
奄美群島以南の南西諸島に分布し、亜種ハシブトガラスよりやや小型。
オサハシブトガラス（長～）
Corvus macrorhynchos osai Ogawa, 1905
八重山列島に分布し、亜種ハシブトガラスより小型。